# جایزه بزرگ ایالات متحده ۱۹۶۲
جایزه بزرگ ایالات متحده ۱۹۶۲ (انگلیسی: ‎1962 United States Grand Prix‎) یک مسابقهٔ موتوری در رشتهٔ اتومبیل‌رانی فرمول یک بود که در تاریخ ۷ اکتبر ۱۹۶۲ در مسیر مسابقه جایزه بزرگ واتکینز گلن واقع در واتکینز گلن، نیویورک، ایالات متحده آمریکا برگزار شد. این گراند پری در میان ۹ گراند پری در فصل ۱۹۶۲، مسابقهٔ شمارهٔ ۸ بود.
در این مسابقه که در ۱۰۰ دور و به مسافت ۳۷۸ کیلومتر (۲۳۴٫۸۷۸ مایل) برگزار شد، پول پوزیشن توسط جیم کلارک کسب شد و سریع‌ترین زمان برای طی یک دور پیست که برابر با ۱:۱۵٫۰ بود نیز توسط جیم کلارک به ثبت رسید.
جیم کلارک از تیم لوتوس-کلیمکس، گراهام هیل از تیم بی‌آرام و بروس مک‌لارن از تیم کوپر-کلیمکس به‌ترتیب مقام‌های اول تا سوم مسابقه را کسب کردند.

## رده‌بندی قهرمانی پس از مسابقه
|       | جایگاه | راننده      | امتیاز  |
| ----- | ------ | ----------- | ------- |
|       | ۱      | گراهام هیل  | ۳۹ (۴۳) |
| ۱     | ۲      | جیم کلارک   | ۳۰      |
| ۱     | ۳      | بروس مک‌لارن | ۲۴ (۲۶) |
|       | ۴      | جان سرتیز   | ۱۹      |
| ۱     | ۵      | دن گرنی     | ۱۵      |
| منبع: |        |             |         |

|       | جایگاه | سازنده       | امتیاز  |
| ----- | ------ | ------------ | ------- |
|       | ۱      | بی‌آرام       | ۳۹ (۴۷) |
|       | ۲      | لوتوس-کلیمکس | ۳۶      |
|       | ۳      | کوپر-کلیمکس  | ۲۷ (۳۱) |
|       | ۴      | لولا-کلیمکس  | ۱۹      |
| ۱     | ۵      | پورشه        | ۱۸ (۱۹) |
| منبع: |        |              |         |

یادداشت
- تنها پنج جایگاه نخست از هر رده‌بندی نمایش داده شده‌است.